# Gmina Homer (hrabstwo Buchanan)

Położenie Gminy Homer w hrabstwie Buchanan

Gmina Homer  (ang. Homer Township) – gmina w USA, w stanie Iowa, w hrabstwie Buchanan. Według danych z 2000 roku gmina miała 681 mieszkańców.